# Печеніг (оповідання)
«Печеніг» (рос. Печенег) — оповідання А. П. Чехова, вперше опубліковане у 1897 році.

## Історія публікації і критика
Оповідання було написане під час перебування Чехова в Ніцці. 24 жовтня було надіслане редактору газети «Русские ведомости» Соболевському. Вперше опубліковане 2 листопада 1897 року у випуску «Русских ведомостей» № 303. Відредаговану версію оповідання Чехов пізніше включив у дев'ятий том свого зібрання творів, опублікованого Адольфом Марксом у 1899—1901 роках.
У 1887 році Чехов побував на півночі Донської області. Сюжет оповідання багато в чому заснований на досвіді цієї подорожі.
Полферов цитував слова самого Чехова, який казав про зміст цих оповідань і місцях, описуваних у них:
|  | Мені боляче було бачити, що такий простір, де всі умови створені, здавалося, для широкого культурного життя, позитивно оповитий невіглаством і при тому невіглаством, яке виходить з керівного офіцерського середовища. Тут винні інші причини, що стоять поза владою козаків, але ця головна. Якби офіцер, який насправді є головним вихователем козака, був освіченішим, культурнішим духовно, я впевнений, що не було б такого невігластва і „печеніги“ всі перевелися б.Оригінальний текст (рос.) Мне больно было видеть, что такой простор, где все условия созданы, казалось, для широкой культурной жизни, положительно окутан невежеством и притом невежеством, исходящим из правящей офицерской среды. Тут виноваты другие, вне власти казаков стоящие, причины, но эта главная. Будь офицер, который на самом деле является главным воспитателем казака, образованнее, культурнее духовно, я уверен, что не было бы такого невежества и „печенеги“ все бы перевелись. |

Відгуків до цих двох оповідань: «У рідному кутку» і «Печеніг» (які могли вважатися пов'язаними між собою аж до формування малого циклу творів), було мало, але всі вони були позитивними. У сучасній Чехову пресі, а саме в газеті «Кур'єр», був опублікований захоплений коментар, автор якого високо оцінив грубий реалізм оповідань і те, як вони підказують читачеві важкі думки і гіркі почуття, змушують їх глибше замислитися про те, яке життя їх оточує.
Богданович у своєму огляді на два оповідання, опублікованому в журналі «Мир Божий», стверджував, що мислення Чехова стає все більш і більш темним, а його роботи ― абсолютно депресивними і залишають враження непроглядної темряви.

## Сюжет
Дія оповідання відбувається у вагоні залізниці і на хуторі у відставного козачого офіцера Івана Абрамовича Жмухіна. Одного разу влітку він повертався додому і думав про близьку смерть. На станції Провалля в його вагон увійшов білявий пан і сів навпроти. У розмові з ним Іван Абрамович поскаржився, що пізно одружився, а краще б зовсім не одружився, оскільки дружина його обтяжує, його двоє дітей не можуть отримати освіту, оскільки на це немає грошей. Пан їхав у розташований неподалік хутора Івана Абрамовича присілок Дюєвку і той запросив його до себе переночувати.
На хуторі їх зустріли сини Жмухіна, що розважалися розстрілом підкинутих у повітря курей, дружина Жмухіна. За вечерею з'ясувалося, що пан підтримує вегетеріанство, шкодує тварин і вважає, що гріх убивати, оскільки вони «страждають, як і люди». Жмухін ніяк не міг зрозуміти, якщо не вбивати тварин, куди тоді дівати.
Вночі Жмухіну не спалося, він думав про душі, про старість, про смерть, про те, що добре б і йому також відмовитися від м'яса і від різних надмірностей. Перед тим, як заснути, він знову завів розмову з паном — розповів йому про своє життя під час служби, про поміщика, який наймав управителя з вимогою, щоб він не платив працівникам, а за це отримував по десять рублів, про своїх синів, які вирили коня, що помер від сибірської виразки, і продали його шкуру.
Вранці пан почав збиратися у своїх справах, сів у тарантас і під постріли синів, які вбивають чергового півника, поїхав. Проводжала його дружина Жмухіна. Перед від'їздом пан хотів обізвати господаря печенігом, однак стримався і тільки у воротах раптом не витримав і голосно крикнув: «Ви мені набридли!»